# Mistrzostwa Europy w Saneczkarstwie 2020 (tory naturalne)
28. Mistrzostwa Europy w saneczkarstwie na torach naturalnych odbyły się w dniach 21–22 lutego w Moskwie. Rozegrane zostały cztery konkurencje: jedynki kobiet, jedynki mężczyzn, dwójki mężczyzn oraz zawody drużynowe. Ze względu na niesprzyjające warunki pogodowe rozegrano tylko po jednym ślizgu i to na bardzo skróconym odcinku trasy.

## Terminarz i medaliści
| Data           | Miejscowość | Konkurencja      | Złoto                                                    | Srebro                                                          | Brąz                                                                    |
| -------------- | ----------- | ---------------- | -------------------------------------------------------- | --------------------------------------------------------------- | ----------------------------------------------------------------------- |
| 21 lutego 2020 | Moskwa      | Jedynki kobiet   | Evelin Lanthaler                                         | Jekatierina Ławrientjewa                                        | Tina Unterberger                                                        |
| 21 lutego 2020 | Moskwa      | Jedynki mężczyzn | Michael Scheikl                                          | Aleksandr Jegorow                                               | Alex Gruber                                                             |
| 22 lutego 2020 | Moskwa      | Dwójki mężczyzn  | Włochy Patrick Lambacher · Matthias Lambacher            | Rosja Pawieł Porszniew · Iwan Łazariew                          | Włochy Patrick Pigneter · Florian Clara                                 |
| 22 lutego 2020 | Moskwa      | Drużynowe        | Włochy Evelin Lanthaler · Patrick Pigneter · Alex Gruber | Austria Tina Unterberger · Michael Scheikl · Fabian Achenrainer | Rosja Jekatierina Ławrientjewa · Aleksandr Jegorow · Aleksiej Martianow |

## Wyniki

### Jedynki kobiet
- Data: 21 lutego 2020

| Medal | Zawodniczka              | Narodowość | 1. zjazd | 2. zjazd | Czas  | Strata |
| ----- | ------------------------ | ---------- | -------- | -------- | ----- | ------ |
|       | Evelin Lanthaler         | Włochy     | 11,38    | -        | 11,38 | -      |
|       | Jekatierina Ławrientjewa | Rosja      | 11,41    | -        | 11,41 | + 0,03 |
|       | Tina Unterberger         | Austria    | 11,42    | -        | 11,42 | + 0,04 |
| 4.    | Greta Pinggera           | Włochy     | 11,62    | -        | 11,62 | + 0,24 |
| 5.    | Daniela Mittermair       | Włochy     | 11,71    | -        | 11,71 | + 0,33 |
| 6.    | Michelle Diepold         | Austria    | 11,76    | -        | 11,76 | + 0,38 |
| 7.    | Riccarda Rütz            | Austria    | 11,81    | -        | 11,81 | + 0,43 |
| 8.    | Ljubow Olchowa           | Rosja      | 11,83    | -        | 11,83 | + 0,45 |
| -     | Lisa Walch               | Niemcy     | 11,83    | -        | 11,83 | + 0,45 |
| 10.   | Vanessa Markt            | Austria    | 11,85    | -        | 11,85 | + 0,47 |
| . . . |                          |            |          |          |       |        |
| 13.   | Klaudia Promny           | Polska     | 12,34    | -        | 12,34 | + 0,96 |

### Jedynki mężczyzn
- Data: 21 lutego 2020

| Medal | Zawodnik            | Narodowość | 1. zjazd | 2. zjazd | Czas  | Strata |
| ----- | ------------------- | ---------- | -------- | -------- | ----- | ------ |
|       | Michael Scheikl     | Austria    | 11,11    | -        | 11,11 | -      |
|       | Aleksandr Jegorow   | Rosja      | 11,13    | -        | 11,13 | + 0,02 |
|       | Alex Gruber         | Włochy     | 11,14    | -        | 11,14 | + 0,03 |
| 4.    | Aleksiej Martianow  | Rosja      | 11,15    | -        | 11,15 | + 0,04 |
| -     | Fabian Achenrainer  | Austria    | 11,15    | -        | 11,15 | + 0,04 |
| 6.    | Christian Schopf    | Austria    | 11,16    | -        | 11,16 | + 0,05 |
| -     | Grigorij Bukin      | Rosja      | 11,16    | -        | 11,16 | + 0,05 |
| 8.    | Patrick Pigneter    | Włochy     | 11,17    | -        | 11,17 | + 0,06 |
| 9.    | Thomas Kammerlander | Austria    | 11,22    | -        | 11,22 | + 0,11 |
| 10.   | Florian Markt       | Austria    | 11,25    | -        | 11,25 | + 0,14 |
| -     | Jurij Tałych        | Rosja      | 11,25    | -        | 11,25 | + 0,14 |
| . . . |                     |            |          |          |       |        |
| 23.   | Adam Jędrzejko      | Polska     | 11,76    | -        | 11,76 | + 0,65 |
| 29.   | Szymon Majdak       | Polska     | 12,29    | -        | 12,29 | + 1,18 |

### Dwójki mężczyzn
- Data: 22 lutego 2020

| Medal | Zawodnicy                            | Narodowość | 1. zjazd | 2. zjazd | Czas  | Strata |
| ----- | ------------------------------------ | ---------- | -------- | -------- | ----- | ------ |
|       | Patrick Lambacher Matthias Lambacher | Włochy     | 11,59    | -        | 11,59 | -      |
|       | Paweł Porszniew Iwan Łazariew        | Rosja      | 11,65    | -        | 11,65 | + 0,06 |
|       | Patrick Pigneter Florian Clara       | Włochy     | 11,72    | -        | 11,72 | + 0,13 |
| 4.    | Stanisław Kowszik Ilja Tarasow       | Rosja      | 11,78    | -        | 11,78 | + 0,19 |
| 5.    | Aleksandr Jegorow Piotr Popow        | Rosja      | 11,82    | -        | 11,82 | + 0,23 |
| 6.    | Fabian Achenrainer Simon Achenrainer | Austria    | 11,83    | -        | 11,83 | + 0,24 |
| 7.    | Adam Jędrzejko Konrad Stano          | Polska     | 12,32    | -        | 12,32 | + 0,73 |
| 8.    | Bine Mekina Blaz Mekina              | Słowenia   | 12,49    | -        | 12,49 | + 0,90 |
| 9.    | Isa Guzeloglu Yusuf Ozcan            | Turcja     | 12,85    | -        | 12,85 | + 1,26 |
| 10.   | Tomáš Hašek David Rydl               | Czechy     | 12,86    | -        | 12,86 | + 1,27 |
| dns   | Aleksiej Martianow Ivan Rodin        | Rosja      | -        | -        | -     | -      |

### Drużynowe
- Data: 22 lutego 2020

| Medal | Zawodnicy                                                     | Narodowość | Czas  | Strata |
| ----- | ------------------------------------------------------------- | ---------- | ----- | ------ |
|       | Evelin Lanthaler/Patrick Pigneter/Alex Gruber                 | Włochy     | 37,91 |        |
|       | Tina Unterberger/Michael Scheikl/Fabian Achenrainer           | Austria    | 38,17 | +0,26  |
|       | Jekatierina Ławrientjewa/Aleksandr Jegorow/Aleksiej Martianow | Rosja      | 38,60 | +0,69  |
| 4.    | Lisa Walch/Josef Limmer/Oliver Schiller                       | Niemcy     | 39,59 | +1,68  |
| 5.    | Nusa Subic/Blaz Mekina/Matevs Vertelj                         | Słowenia   | 40,99 | +3,08  |
| 6.    | Klaudia Promny/Szymon Majdak/Adam Jędrzejko                   | Polska     | 41,68 | +3,77  |
| 7.    | Aybuke Buyukpolat/Yusuf Ozcan/Isa Guzeloglu                   | Turcja     | 42,14 | +4,23  |
| 8.    | Karolina Nagovitsyna/Denis Lebedev/Valeria Selkova            | Kazachstan | 44,51 | +6,60  |
| 9.    | Nina Stanic/Nikola Ignjatov/Luka Novakovic                    | Serbia     | 44,75 | +6,84  |

## Klasyfikacja medalowa
| Miejsce | Państwo | złoto | srebro | brąz | Razem |
| ------- | ------- | ----- | ------ | ---- | ----- |
| 1.      | Włochy  | 3     | 0      | 2    | 5     |
| 2.      | Austria | 1     | 1      | 1    | 3     |
| 3.      | Rosja   | 0     | 3      | 1    | 4     |